# Flow (film)
Flow är en lettisk animerad film från 2024 av Gints Zilbalodis. Den kretsar kring ett antal djur på en båt under en förödande översvämning. Den dialoglösa filmen vann 2025 Oscar för bästa animerade film och är den mest framgångsrika filmen på Lettlands biografer någonsin.

## Handling
Filmen saknar helt dialog. Den utspelar sig i ett till synes postapokalyptiskt landskap utan människor, men med många artefakter från mänsklig civilisation, som hus och båtar.
En katt försöker klara sig undan de stigande vattenmassorna under en förödande översvämning. Den slår följe med en kapybara, en hund och en sekreterarfågel och en ringsvanslemur. De räddar sig undan floden på en drivande segelbåt, inspirerad av en arabisk feluck.

## Produktion
Filmen var inspirerad av Zilbalodis kortfilm Aqua från 2012. Produktionen inleddes 2019, tog drygt fem år att göra och var samproducerad med Zilbalodis bolag Dream Well, Belgiens Take Five och det franska bolaget Sacrebleu. Den sammanlagda budgeten var på motsvarande 3,7 miljoner US-dollar.
En av de största utmaningarna i produktionen var att presentera allt vatten så trovärdigt som möjligt. Filmen animerades huvudsakligen via 3D-programmet Blender.

## Mottagande
Vid Oscarsgalan 2025 vann filmen Oscar för bästa animerade film. Dessförinnan hade den även vunnit en Golden Globe, en fransk César och ett antal kristaller vid Annecy-festivalen.